# Black Mirror 2
Black Mirror 2 (im angloamerikanischen Sprachraum Black Mirror II: Reigning Evil) ist ein Point-and-Click-Adventure für Windows-Computer und die Fortsetzung des Abenteuerspieles Black Mirror aus dem Jahr 2004. Es wurde nicht vom ursprünglichen Entwicklerstudio Future Games, sondern von Cranberry Production entwickelt und Ende September 2009 von dtp entertainment veröffentlicht. 2011 folgte die direkte Fortsetzung Black Mirror 3.

## Handlung
Zwölf Jahre sind seit den blutigen Geschehnissen des ersten Teils vergangen, die mit dem Tod des Protagonisten Samuel Gordon endeten. Das englische Städtchen Willow Creek versucht sich seither auf seine ganz eigene Weise zu erholen. Tausende Meilen entfernt, im amerikanischen Biddeford, Maine, jobbt derweil der Student Darren Michaels während seiner Semesterferien in einem Fotogeschäft, bis sein ruhiges Leben eine schicksalhafte Wendung erfährt.
Kern der Handlung von Black Mirror 2 ist eine Romanze zwischen Protagonist Darren und einer Frau namens Angelina, die er als Kundin kennenlernt. Bei ihrem ersten Zusammentreffen drängt sich Darren der Verdacht auf, dass Angelina verfolgt und bedroht wird. Als Angelina plötzlich aus Biddeford verschwindet, beginnt Darren, in Willow Creek Nachforschungen anzustellen. Er erfährt vom Fluch, der auf der Familie Gordon lasten soll und untersucht in Willow Creek viele Orte, die dem Spieler vom ersten Teil der Black-Mirror-Reihe her bekannt sind. Durch unzählige Morde und einen mysteriösen Orden stellt Darren unfreiwillig fest, dass an dem Fluch der Gordons mehr dran ist, als er zuerst glauben wollte.

## Spielprinzip
Black Mirror 2 setzt wie sein Vorgänger auf eine Mixtur aus 2D-Hintergründen für die Umgebung und 3D-Charakteren, die sich vor diesen Kulissen bewegen. Die Spielfigur Darren Michaels wird durch Point-and-Click gesteuert. Das Spielprinzip besteht hauptsächlich aus der Interaktion mit der Umgebung, Spielfiguren und Objekten. Michaels kann mit Personen reden oder Objekte untersuchen, benutzen und ggf. aufnehmen. Der Spieler muss verschiedene Logik- und Kombinationsrätsel lösen, um in der Handlung voranzukommen. Im Vergleich zum Vorgänger wurden die Möglichkeiten während des Spielverlaufs zu sterben entschärft. Das Skript zu Black Mirror 2 stammt von der Berliner Autorin Anne von Vaszary und dem King-Art-Kreativdirektor Jan Theysen.

## Entwicklung
Die ersten Arbeiten an der Fortsetzung erfolgten noch beim ursprünglichen Entwicklerteam von Future Games, das von dtp später jedoch durch den Bremer Entwickler King Art ersetzt wurde. 2008 wurde die Entwicklung schließlich an das firmeneigene Entwicklerstudio Cranberry Production in Hannover übertragen, das von Entwicklern der übernommenen 4Head Studios (unter anderem Die Gilde 2) gebildet wurde. Black Mirror 2 nutzte die Vision-Engine des deutschen Anbieters Trinigy, behielt jedoch das vom Vorgänger bekannte Konzept der vorgerenderten Hintergründen bei, vor denen sich die in 3D animierte Figuren bewegen.

### Synchronisation
Die deutschsprachige Synchronisation der 110.000 Wörter umfassenden Dialoge wurde vom Hamburger Tonstudio Toneworx durchgeführt, Dialogregie führte Erik Schäffler. In der deutschsprachigen Fassung sind, der jähzornigen Natur des Protagonisten Darren Michaels geschuldet, zahlreiche Flüche und Schimpfwörter enthalten, die in der englischsprachigen Fassung zensiert wurden.
| Rolle           | deutscher Sprecher | Beschreibung                                 |
| --------------- | ------------------ | -------------------------------------------- |
| Darren Michaels | Tim Knauer         | Protagonist, eigentlich Adrian Gordon        |
| Angelina Gordon | Eva Michaelis      | Tochter von Samuel Gordon, Darrens Schwester |
| Fuller          | Erik Schäffler     | Fotoladenbesitzer, Darrens Arbeitgeber       |
| Bates           | Jörg Gillner       | Butler der Gordons                           |
| Victoria Gordon | Ursula Sieg        | Darrens Urgroßmutter                         |
| Eleanor Gordon  | Angela Stresemann  | Darrens Urgroßtante                          |

In weiteren Rollen: Sascha Draeger, Tina Eschmann und Anne Moll.

## Rezeption
Die internationalen Wertungen für Black Mirror 2 fielen durchschnittlich, jedoch deutlich besser als beim Vorgänger aus (Metacritic: 71 von 100). Die durchschnittlichen Wertungen deutscher Magazine lagen deutlich höher (Critify: 81 von 100).
Eurogamer hob hervor, dass man Black Mirror 2 ansehe, dass sein Entwicklungsbudget um mehrere Millionen US-Dollar unter dem von Triple-A-Titeln gelegen habe. Das Magazin lobte die „Liebe zum Detail“, die sich in zahlreichen Kleinigkeiten manifestiere, logische und durchdachte Rätsel, eine gelungene Vertonung sowie den gelegentlich aufblitzenden Wortwitz des Spiels. Es kritisierte den großen Umfang der Dialoge, die ein „Meer von Nebensächlichkeiten“ über den Spieler hereinbrechen ließen. Rezensent Joachim Hesse gestand jedoch zu, dass die Dialogvielfalt auf Spieler, die sich gerne intensiv mit einem Spiel auseinandersetzen, durchaus seinen Reiz habe. Das deutschsprachige Magazin GameStar lobte die „intuitive“ Steuerung und die „vorbildliche“ Ausbalancierung des Schwierigkeitsgrades der Rätsel. Die durch „schöne und mit Liebe zum Detail erstellten Hintergründe“ unterstützte Geschichte vermittele eine „wohlige Gruselatmosphäre“. Kritisiert wurden detailarme Charaktermodelle und demotivierende Minispiele.